# Bruce Kendall
Anthony Bruce Kendall, MBE (* 27. Juni 1964 in Papakura) ist ein ehemaliger neuseeländischer Windsurfer.

## Erfolge
Bruce Kendall nahm an drei Olympischen Spielen teil. 1984 verpasste er in Los Angeles mit 46,4 Punkten nur knapp den zweiten Platz, den Scott Steele mit 46 Punkten erreichte, erhielt als Dritter aber eine Bronzemedaille. Bei den Olympischen Sommerspielen 1988 in Seoul belegte er mit 35,4 Punkten vor Jan Boersma und Michael Gebhardt den ersten Rang und wurde somit Olympiasieger. Vier Jahre darauf wurde er in Barcelona Vierter und verpasste als Vierter einen weiteren Medaillengewinn. Im Jahr darauf wurde er in Kashiwazaki Weltmeister. 1994 erreichte er bei der WM in Gimli den zweiten Platz.
Für seinen Olympiasieg wurde er 1989 zum Member des Order of the British Empire ernannt. 2013 erfolgte die Aufnahme in die New Zealand Sports Hall of Fame. Kendall ist verheiratet und hat zwei Kinder. Seine Schwester Barbara Kendall war ebenfalls Olympiasiegerin im Windsurfen.